# Artis Lazdiņš
Artis Lazdiņš (Limbaži, 3 maggio 1986) è un ex calciatore lettone, di ruolo centrocampista.

## Carriera

### Club
Ha cominciato la sua carriera nel Ventspils, rimanendovi per quattro stagioni ed esordendo in Virslīga il 18 giugno 2006 contro il Dižvanagi Rēzekne, entrando nella ripresa al posto di Zachar Dubenskij. Con questa squadra vinse tre campionati lettoni, una Coppa di Lettonia e una Coppa della Livonia.
Nel 2010, svincolato dal Ventspils, trovò ingaggio con il neo promosso Jelgava: vi rimase due stagioni, vincendo la Coppa di Lettonia 2009-2010, giocando da titolare nella finale contro lo Jūrmala-VV.
Nel settembre 2012 andò all'estero, in Polonia, con il Piast Gliwice nel massimo campionato polacco.

### Nazionale
Esordì in nazionale il 19 giugno 2010 nella gara di Coppa del Baltico contro l'Estonia, entrando nella ripresa al posto di Juris Laizāns. Alla terza presenza giocò titolare nell'amichevole contro la Cile, disputata il 17 novembre dello stesso anno.
Nel 2012 vinse la Coppa del Baltico, sebbene la sua unica partita (contro la Lituania) durò poco più di 10 minuti: entrò, infatti nei minuti finali, con la squadra già in vantaggio per 4-0, al posto Aleksandrs Fertovs e fu espulso per doppia ammonizione all'89'.

## Statistiche

### Cronologia presenze e reti in nazionale
| Cronologia completa delle presenze e delle reti in nazionale ― Lettonia | Cronologia completa delle presenze e delle reti in nazionale ― Lettonia | Cronologia completa delle presenze e delle reti in nazionale ― Lettonia | Cronologia completa delle presenze e delle reti in nazionale ― Lettonia | Cronologia completa delle presenze e delle reti in nazionale ― Lettonia | Cronologia completa delle presenze e delle reti in nazionale ― Lettonia | Cronologia completa delle presenze e delle reti in nazionale ― Lettonia | Cronologia completa delle presenze e delle reti in nazionale ― Lettonia |
| Data                                                                    | Città                                                                   | In casa                                                                 | Risultato                                                               | Ospiti                                                                  | Competizione                                                            | Reti                                                                    | Note                                                                    |
| ----------------------------------------------------------------------- | ----------------------------------------------------------------------- | ----------------------------------------------------------------------- | ----------------------------------------------------------------------- | ----------------------------------------------------------------------- | ----------------------------------------------------------------------- | ----------------------------------------------------------------------- | ----------------------------------------------------------------------- |
| 19-6-2010                                                               | Kaunas                                                                  | Estonia                                                                 | 0 – 0                                                                   | Lettonia                                                                | Coppa del Baltico 2010                                                  | -                                                                       | 65’                                                                     |
| 11-8-2010                                                               | Liberec                                                                 | Rep. Ceca                                                               | 4 – 1                                                                   | Lettonia                                                                | Amichevole                                                              | -                                                                       | 59’                                                                     |
| 17-11-2010                                                              | Kunming                                                                 | Cina                                                                    | 1 – 0                                                                   | Lettonia                                                                | Amichevole                                                              | -                                                                       | 90+3’                                                                   |
| 9-2-2011                                                                | Adalia                                                                  | Bolivia                                                                 | 1 – 2                                                                   | Lettonia                                                                | Amichevole                                                              | -                                                                       | 20’                                                                     |
| 26-3-2011                                                               | Tel Aviv                                                                | Israele                                                                 | 1 – 2                                                                   | Lettonia                                                                | Qual. Euro 2012                                                         | -                                                                       |                                                                         |
| 4-6-2011                                                                | Riga                                                                    | Lettonia                                                                | 1 – 2                                                                   | Israele                                                                 | Qual. Euro 2012                                                         | -                                                                       |                                                                         |
| 7-6-2011                                                                | Graz                                                                    | Austria                                                                 | 3 – 1                                                                   | Lettonia                                                                | Amichevole                                                              | -                                                                       |                                                                         |
| 2-9-2011                                                                | Tbilisi                                                                 | Georgia                                                                 | 0 – 1                                                                   | Lettonia                                                                | Qual. Euro 2012                                                         | -                                                                       | 88’                                                                     |
| 1-6-2012                                                                | Võru                                                                    | Lettonia                                                                | 5 – 0                                                                   | Lituania                                                                | Coppa del Baltico 2012                                                  | -                                                                       | 78’ 86’, 89’                                                            |
| 22-3-2013                                                               | Vaduz                                                                   | Liechtenstein                                                           | 1 – 1                                                                   | Lettonia                                                                | Qual. Mondiali 2014                                                     | -                                                                       | 54’                                                                     |
| 7-6-2013                                                                | Riga                                                                    | Lettonia                                                                | 0 – 5                                                                   | Bosnia ed Erzegovina                                                    | Qual. Mondiali 2014                                                     | -                                                                       | 15’                                                                     |
| 14-8-2013                                                               | Tallinn                                                                 | Estonia                                                                 | 1 – 1                                                                   | Lettonia                                                                | Amichevole                                                              | -                                                                       | 63’                                                                     |
| 6-9-2013                                                                | Riga                                                                    | Lettonia                                                                | 2 – 1                                                                   | Lituania                                                                | Qual. Mondiali 2014                                                     | -                                                                       | 74’                                                                     |
| 10-9-2013                                                               | Atene                                                                   | Grecia                                                                  | 1 – 0                                                                   | Lettonia                                                                | Qual. Mondiali 2014                                                     | -                                                                       | 62’                                                                     |
| 15-10-2013                                                              | Riga                                                                    | Lettonia                                                                | 2 – 2                                                                   | Slovacchia                                                              | Qual. Mondiali 2014                                                     | -                                                                       | 83’                                                                     |
| 15-11-2013                                                              | Dublino                                                                 | Irlanda                                                                 | 3 – 0                                                                   | Lettonia                                                                | Amichevole                                                              | -                                                                       |                                                                         |
| 5-3-2014                                                                | Skopje                                                                  | Macedonia                                                               | 2 – 1                                                                   | Lettonia                                                                | Amichevole                                                              | -                                                                       | 76’                                                                     |
| 29-5-2014                                                               | Riga                                                                    | Lettonia                                                                | 0 – 0 (4 – 2 dtr)                                                       | Estonia                                                                 | Coppa del Baltico 2014                                                  | -                                                                       |                                                                         |
| 31-5-2014                                                               | Riga                                                                    | Lettonia                                                                | 1 – 0                                                                   | Lituania                                                                | Coppa del Baltico 2014                                                  | -                                                                       | 90+1’                                                                   |
| 3-9-2014                                                                | Rīga                                                                    | Lettonia                                                                | 2 – 0                                                                   | Armenia                                                                 | Amichevole                                                              | -                                                                       |                                                                         |
| 9-9-2014                                                                | Astana                                                                  | Kazakistan                                                              | 0 – 0                                                                   | Lettonia                                                                | Qual. Euro 2016                                                         | -                                                                       | 27’                                                                     |
| 25-3-2016                                                               | Trnava                                                                  | Slovacchia                                                              | 0 – 0                                                                   | Lettonia                                                                | Amichevole                                                              | -                                                                       |                                                                         |
| 29-3-2016                                                               | Gibilterra                                                              | Gibilterra                                                              | 0 – 5                                                                   | Lettonia                                                                | Amichevole                                                              | -                                                                       | 46’                                                                     |
| 1-6-2016                                                                | Liepāja                                                                 | Lettonia                                                                | 2 – 1                                                                   | Lituania                                                                | Coppa del Baltico 2016                                                  | -                                                                       | 32’                                                                     |
| 4-6-2016                                                                | Tallinn                                                                 | Estonia                                                                 | 0 – 0                                                                   | Lettonia                                                                | Coppa del Baltico 2016                                                  | -                                                                       | 53’                                                                     |
| 2-9-2016                                                                | Rīga                                                                    | Lettonia                                                                | 3 – 1                                                                   | Lussemburgo                                                             | Amichevole                                                              | -                                                                       |                                                                         |
| 6-9-2016                                                                | Andorra la Vella                                                        | Andorra                                                                 | 0 – 1                                                                   | Lettonia                                                                | Qual. Mondiali 2018                                                     | -                                                                       | 45+1’                                                                   |
| 25-3-2017                                                               | Ginevra                                                                 | Svizzera                                                                | 1 – 0                                                                   | Lettonia                                                                | Qual. Mondiali 2018                                                     | -                                                                       | 28’ 78’                                                                 |
| 28-3-2017                                                               | Tbilisi                                                                 | Georgia                                                                 | 5 – 0                                                                   | Lettonia                                                                | Amichevole                                                              | -                                                                       | 81’                                                                     |
| Totale                                                                  |                                                                         | Presenze                                                                | 29                                                                      |                                                                         | Reti                                                                    | 0                                                                       |                                                                         |

## Palmarès

### Club
- Campionato lettone: 3

Ventspils: 2006, 2007, 2008
- Coppa di Lettonia: 2

Ventspils: 2007
Jelgava: 2009-2010
- Coppa della Livonia: 1

Ventspils: 2008

### Nazionale
- Coppa del Baltico: 1

2012